# Куп Србије у рагбију 2015.
Куп Србије у рагбију 2015. је било 9. издање Купа Србије у рагбију. 
Трофеј је освојио Партизан.
| Освајач купа Србије у рагбију 2015. |
| ----------------------------------- |
| Рагби клуб Партизан 15. трофеј      |

| Београдски Рагби Клуб Црвена звезда | 21 – 13 | Рагби клуб Партизан |
| ----------------------------------- | ------- | ------------------- |
|                                     |         |                     |